# Araci
Araci es un municipio brasileño del estado de Bahía. Su población estimada en 2009 es de 91.713 habitantes.

## Historia
Araci fue fundada por José Ferreira de Carvalho, en 1812, y era conocida como la ciudad del Raso, antes de la emancipación perteneció a la ciudad de Serrinha. Araci está aproximadamente a 210 kilómetros de Salvador y su área territorial es de 1524  km².
La Ciudad se originó en la sede de la Estancia Raso, donde se fue formando un poblado en torno a una capilla. La hacienda entonces localizada en el municipio de Serrinha de donde, más tarde, fue desmembrada, se tornó un distrito llamado Nuestra Señora de la Concepción del Raso.

## Divisiones Administrativas
La Ciudad tiene en su extensión territorial (Zona Rural y Urbana) 15 barrios, 6 distritos y 53 poblados, los cuales son:

Araci Total Pobladas 83.235:2010
Rural:18,579
Urbana:64.002
Hombres:33.721
Mujeres:35.018

### Barrios
| - Bombinha - Cascalheira - Casinha - Centro - Contel | - Coqueiro - Coqueiro Nuevo - Felicidade - Guarani - Jardim Cruzeiro | - Morumbi - Municipio - Regalinho - San Juán - Tiracolo |  |

### Distritos
| - Barreiras - Juán Vieira | - Pedra Alta - Poço Grande | - Tapuio - Várzea de la pedra |  |

### Poblados
| - Alto Grande - Angico - Balaio - Barbosa - Barreiro Preto - Barreiro Branco - Bela Vista - Bento - Bomba - Caldeirão - Caldeirão Nuevo - Campo del Eloi - Campo Grande - Campo Novo - Cascalheira - Casinha - Cúbica - Duas Estradas | - Estancia - Firmada - Inchú - Jacu - Jibão - Laguna Escura - Laguna de a Anta - Laguna de la Laje - Laguna de la Jurema - Laguna del Boi - Laguna del Curral - Lajinha - Lameiro - Mandacaru - Minador - Nazaré - Olho D ' agua Seco | - Pau de Rato - Pentei Falhado - Perpétua - Queimada del Borges - Rejeito - Resina - Retirada - Ribeira I - Ribeira II - Río del Peixe - Roça de Dentro - Rufino - Sapé - Tabaco sin Freio - Tanque Cavado - Tierra Dura - Tinguí - Umburaninha |  |

Nota: Los poblados descritos arriba, en verdad, escapan un poco de la definición para poblados, pues en su definición son constituidos de pocas casas, estas no se articulan y no disponen de vías de comunicación entre ellas. En eso se diferencia los poblados de la liasta de arriba, ya que los mismos presentan forma organizada, disponiendo de plazas, y calles.
Los mismos también no pueden ser comprendidos como distritos, pues por regla deberían tener oficina de ofício de registro civil, que no es el caso.

## Aspectos Socioeconômicos
El municipio desarrolló un fuerte comercio popular, con ferias libres, en los que se reúne gente de toda la región central.

### Economía
- En la agricultura se destaca la larga producción de mandioca.
- En la ganadería los mayores rebaños son de bovinos, porcinos, cabras y ovinos.
- En la avicultura se destaca la producción de gallináceos.
- En el sector de minerales es productor de oro.

El municipio posee también 33 industrias y 516 casas comerciales.

## Festividades
- 6 de enero: Conmemoración de la tradicional fiesta de Reyes.
- 7 de abril: Conmemoración de la emancipación política con desfile y fiesta.
- 24 de junio Conmemoración del San Juán con bandas locales y de la región; normalmente son tres o cuatro días de fiesta en la sede y en los poblados.
- 8 de diciembre: Festejo de la patrona Nuestra Señora de la Concepción; Misa en la iglesia principal.

### Bioma
- Caatinga

### Carreteras
- BR 116

## Educación
Posee unidades de las siguientes facultades:
- FTC Facultad de Tecnologia y Ciências
- COC Facultad Girassol
- UNIASSELVI Universidade
- EADCOM Facultad Interativo
- Pitágoras Facultad Pitágoras